# Thelotrema papillosum
Thelotrema papillosum är en lavart som beskrevs av Hale 1974. Thelotrema papillosum ingår i släktet Thelotrema och familjen Thelotremataceae.   Inga underarter finns listade i Catalogue of Life.